# Roberto Castellani
Roberto Castellani (* 26. Juli 1926 in Prato, Toskana; † 3. Dezember 2004 ebenda) war ein italienischer Überlebender der Konzentrationslager von Mauthausen und Ebensee.

## Biografie

### Kindheit und Jugend
Roberto Castellani wuchs auf in der Zeit des italienischen Faschismus, so waren seine Kindheit und Jugend stark beeinflusst durch die Lehren der faschistischen Ideologie. Als kleiner Balilla und später Avanguardista war er begeistert von Mussolini und seinen Ideen.

### Generalstreik, Verhaftung und Deportierung
Am 4. März 1944 wurde in der Toskana ein Generalstreik ausgerufen (im Rest Italiens bereits am 1. März), dem sich auch die vielen Textilarbeiter in Prato anschlossen. Castellani und viele weitere Bewohner Pratos wurden drei Tage später wegen der Beteiligung am Streik auf Anordnung der deutschen Besatzungsmacht von italienischen Faschisten verhaftet. Sie wurden in die Festung von Prato und schließlich nach Florenz in die Scuole Leopoldine gebracht. Mit 17 Jahren war Castellani einer der jüngsten unter den Verhafteten.
Am 8. März 1944 verließ ein aus Viehwaggons bestehender Transport mit der Aufschrift „Freiwillige Arbeiter für Deutschland“ den Bahnhof von Florenz in Richtung Österreich. An Bord des Transports befanden sich Hunderte Personen aus Prato, Florenz und Umgebung, aber auch aus Teilen Norditaliens.
Nach drei Tagen und vier Nächten erreichte der Zug schließlich sein Ziel, das Konzentrationslager Mauthausen. Dort folgte nach der üblichen Prozedur, die jeder Häftling über sich ergehen lassen musste (Rasur, Dusche, Häftlingskleidung) die Verlegung in die Quarantāne, deren einziger Zweck die körperliche und mentale Zermürbung der Insassen war. Castellani trug in jener Zeit die Häftlingsnummer 57.027.
Nach 14 Tagen in Mauthausen wurden Castellani und der Großteil seiner italienischen Kameraden in das Konzentrationslager Ebensee verlegt, welches im November 1943 errichtet worden war, um die unterirdische Produktion von Raketen zu ermöglichen.

### Leben im KZ Ebensee
Generell erging es den italienischen Häftlingen im Lager am schlechtesten, sie verzeichneten die höchste Sterblichkeitsrate (von 955 Italienern in Ebensee überlebten 512 nicht). Hinzu kam, dass sie nicht nur von Seiten der Deutschen als Verräter angesehen, sondern auch von den Mithäftlingen angefeindet wurden, weil die italienischen Faschisten, wie Castellani selbst bemerkte, „gegen alle Krieg geführt hatten“.
Castellani wurde zunächst als Gärtner bei den Baracken der SS eingesetzt. Von Essenresten der SS und den Wachhunden konnte er sich ausreichend ernähren und dadurch auch anderen Häftlingen helfen. Seine Situation verschlechterte sich dramatisch, als er, aus Mitleid mit einem erkrankten befreundeten Häftling, der Arbeit fernblieb. Ein Kapo erwischte ihn dabei und Castellani wurde sofort zur Arbeit in die Stollen geschickt, wo er bis zur Befreiung des Konzentrationslagers arbeiten musste.
Die Häftlinge mussten 12 Stunden pro Tag in den Stollen arbeiten. Sie waren nicht nur ständigen Repressalien von Seiten der SS ausgesetzt, sondern auch, besonders im Winter, völlig unzureichend bekleidet und unterernährt (ca. 700 kcal pro Tag). So wog Castellani zum Zeitpunkt der Befreiung des KZ Ebensee am 6. Mai 1945 nur noch 28 Kilogramm.
Ein besonderes Erlebnis während der Gefangenschaft gab Castellani wieder neue Hoffnung und war für ihn einer der Gründe, warum er bald nach der Befreiung wieder nach Ebensee zurückkehrte: Während der Arbeit außerhalb des Lagers schenkte ein kleines Mädchen aus Ebensee dem jungen Castellani ein Zuckerl. Nach langen Nachforschungen konnten 2004 Castellani und jenes Mädchen von damals wieder zusammengeführt werden.

### Leben nach der Gefangenschaft
Nach der Befreiung des Konzentrationslagers machte sich Castellani gemeinsam mit drei Freunden zu Fuß auf nach Italien, wo es zunächst sehr schwierig war, wieder in ein normales Leben zu finden. Hinzu kamen die Zweifel vieler Bewohner Pratos, die Castellanis Schilderungen der Geschehnisse in Ebensee nicht glauben konnten.
Castellani empfand die Notwendigkeit des Erinnerns an die Ereignisse in Ebensee immer als eine besondere Pflicht. So kehrte er bereits im Jahr 1948 wieder nach Ebensee zurück. Außerdem entwickelte er ein starkes politisches Engagement, das in seinem Einsatz für sozial Benachteiligte Ausdruck fand.
Auch die politische Bildung, besonders der Jugendlichen, war stets ein großes Anliegen Castellanis. Er hielt nicht nur Hunderte Vorträge an Schulen in der gesamten Toskana, sondern begleitete auch unzählige Schülergruppen zu den Gedenkstätten von Mauthausen und Ebensee.
In den 80er Jahren fand Castellani gemeinsam mit anderen Überlebenden und Bewohnern von Prato Alltagsgegenstände von damals in der Stollenanlage von Ebensee, die heute im Museo della Deportazione e Resistenza (Deportations- und Widerstandsmuseum) in Prato ausgestellt werden.
Nach kurzer, schwerer Krankheit verstarb Castellani am 3. Dezember 2004 in Prato.

## Städtepartnerschaft Prato – Ebensee

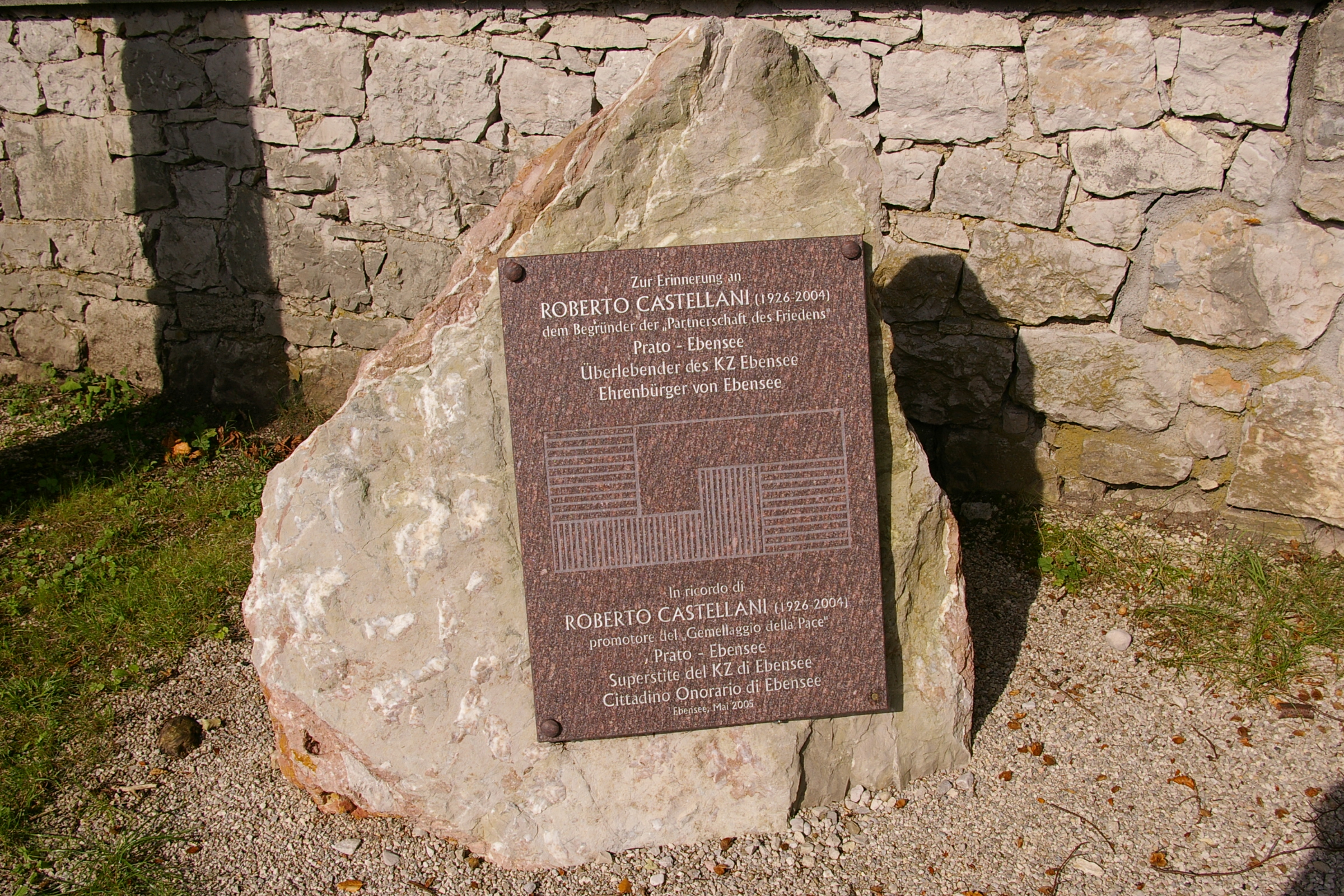
Der Gedenkstein am KZ-Friedhof von Ebensee

Ein besonderes Erbe Castellanis ist die Gründung der Städtepartnerschaft zwischen den Gemeinden von Prato und Ebensee. Jahrelang bemühte sich Castellani um diese Verbindung beider Orte, die schließlich im Jahre 1987 geschlossen wurde. Diese „Partnerschaft des Friedens“ findet in zahlreichen Begegnungen und Freundschaften zwischen Pratesern und Ebenseern ihren Ausdruck.
Darüber hinaus hatte Castellani als damaliger Präsident der ANED Prato (Nationale Vereinigung ehemaliger politischer Deportierter) auch an der Gründung des Museo della Deportazione in Prato  maßgeblichen Anteil. Die Gemeinde Ebensee verlieh ihm außerdem die Ehrenbürgerschaft und stiftete einen Gedenkstein am KZ-Friedhof von Ebensee.

## Filme
- „Luci nel Buio“ (Lichter im Dunkel). Dokumentarfilm unter der Regie von Gabriele Cecconi, 2003.